# Pristobunus henopeus
Pristobunus henopeus är en spindeldjursart. Pristobunus henopeus ingår i släktet Pristobunus och familjen Triaenonychidae.

## Underarter
Arten delas in i följande underarter:
- P. h. gorensis
- P. h. henopeus
- P. h. ileticus
- P. h. pelorus